# Tagetes linifolia
Tagetes linifolia là một loài thực vật có hoa trong họ Cúc. Loài này được Seaton miêu tả khoa học đầu tiên năm 1893.
Đây là loài bản địa các bang Tlaxcala, Veracruz, Oaxaca và Puebla ở Mexico. 
Tagetes linifolia là một loại thảo mộc không lông cao khoảng 30 cm. Lá mọc đối với 7-11 lá chét. Cây tạo ra một đầu hoa trên mỗi nhánh, mỗi đầu có 5 bông hoa tia màu vàng và 25-30 bông hoa hình đĩa. 